# Abomey
Abomey es una ciudad de la República de Benín en la región de Zhou. Se trata de un centro comercial y administrativo ubicado 110 km al norte de Cotonú

## Breve historia de la ciudad
Esta ciudad era la capital del antiguo Reino de Dahomey establecido alrededor de 1625 por la tribu Fon y conquistado por los franceses en 1893.
En este momento, el último rey de la tribu fon, llamado Behanzin, prendió fuego a la ciudad.
Durante la época colonial, la administración francesa la reconstruyó y unió por ferrocarril con la costa.

## Otros datos sobre la ciudad
La ciudad está protegida por un muro de arcilla con seis puertas al exterior y un foso lleno de abundantes ramas de acacia espinosa.
Dentro de los muros estaban las villas separadas por campos, varios palacios reales, una plaza principal y un gran espacio rectangular con las barracas.

## Los Palacios Reales de Abomey
Estos edificios de tierra fueron construidos por el pueblo Fon para sus monarcas desde la mitad del siglo XVII hasta finales del XIX.
Doce reyes consecutivos construyeron sus palacios en esta zona de la ciudad dentro del mismo recinto. Sólo uno de ellos, el rey Akaba lo hizo fuera del mismo.
El conjunto monumental fue inscrito simultáneamente en la lista de bienes del Patrimonio Mundial de la Humanidad y en la de bienes amenazados. El hecho tuvo lugar en 1985 después de que un tornado ocurrido el año anterior azotara la ciudad de Abomey dañando gravemente el recinto palaciego y los museos.
Desde entonces varios programas de conservación han realizado trabajos efectivos para restaurar estos monumentos que, por otra parte, son el único vestigio que queda de esta desaparecida dinastía monárquica.
Desde 1993, 50 de los 56 bajorrelieves que adornaban las paredes externas del palacio del rey Glèlè han sido localizados y recolocados en el edificio reconstruido. Estos bajorrelieves son iconografías que relatan el poder y la historia de la tribu Fon.
En 2007, el sitio fue retirado de la lista de bienes amenazados.

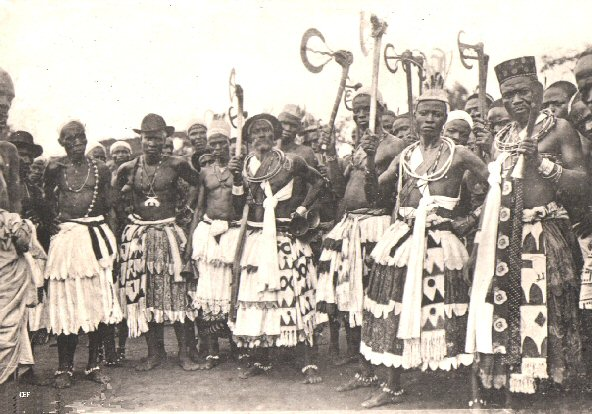
"Hechiceros Importantes" (1908).
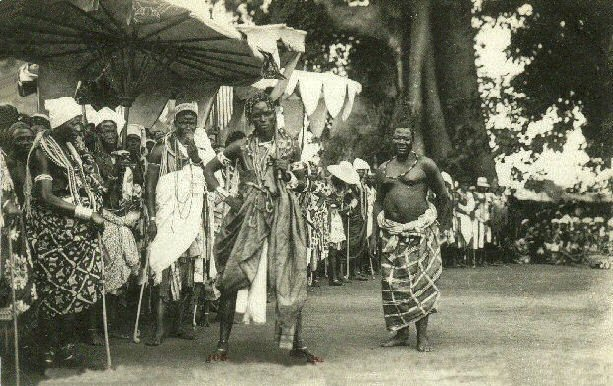
Danza de los jefes Fon 1908.
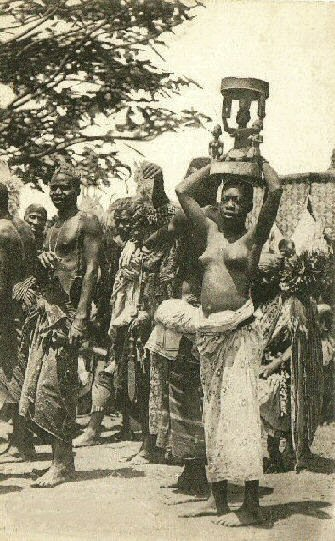
Chica joven con taburete místico de madera (1908).